# Hypsosinga taprobanica
Hypsosinga taprobanica là một loài nhện trong họ Araneidae.
Loài này thuộc chi Hypsosinga. Hypsosinga taprobanica được Eugène Simon miêu tả năm 1895.